# Eugnophomyia chirindensis
Eugnophomyia chirindensis är en tvåvingeart som först beskrevs av Alexander 1930.  Eugnophomyia chirindensis ingår i släktet Eugnophomyia och familjen småharkrankar.
Artens utbredningsområde är Zimbabwe. Inga underarter finns listade i Catalogue of Life.